# Borgward Isabella
O Borgward Isabella é um automóvel que foi fabricado pela montadora de Bremen Carl F. W. Borgward GmbH de 1954 a 1962.
O Isabella deveria ter sido comercializado como Borgward Hansa 1500, mas o nome Isabella foi usado em veículos de teste e provou ser popular entre a equipe de engenharia e a mídia. O carro de produção foi posteriormente renomeado e apenas as primeiras centenas de exemplares foram produzidos sem o emblema Isabella. O emblema Hansa também foi usado até 1957.
Apesar de seu posicionamento aspiracional no mercado, o Isabella tinha um motor menor (e era marginalmente mais curto) do que seu antecessor imediato, o Borgward Hansa 1500. No final de 1952, a empresa lançou seu modelo Hansa 2400 de seis cilindros. O carro maior nunca encontrou muitos compradores; mas em 1954, fazia sentido comercial impedir que os dois modelos competissem muito diretamente um com o outro.

## No lançamento
11.150 Isabellas foram produzidas em 1954, um indicador inicial de que comercialmente este seria o Borgward de maior sucesso de todos os tempos. Os primeiros carros tiveram uma recepção entusiasmada no mercado, mas foram afligidos por problemas iniciais que refletiam um cronograma de desenvolvimento apressado.
O preço de lançamento anunciado de 7.265 marcos alemães era mais alto do que o dos sedãs familiares concorrentes da Opel e da Ford, mas significativamente menor do que a Mercedes-Benz estava pedindo por seu modelo 180. Em vista da cabine espaçosa do carro e do desempenho impressionante, o preço foi percebido como competitivo. Um teste de estrada no lançamento relatou uma velocidade máxima de 130 km/h e consumo de combustível de 11,9 km/L. Os testadores descreveram a estrutura moderna do carro em alguns detalhes: eles gostaram particularmente da cabine ampla com suas janelas grandes e elogiaram a eficácia dos freios. A inclusão de um acendedor de cigarros e um relógio também atraiu menção favorável. Ao contrário do Mercedes 180, no entanto, (e ao contrário de seu antecessor), o Isabella estava disponível apenas com duas portas.
O Isabella foi construído sem um chassi separado, aplicando a técnica monocoque que durante a década de 1950 estava se tornando a norma. Como seu antecessor, o carro foi projetado com um moderno design de ponton e três volumes, mas a linha do Isabella era mais curvilínea do que a do primeiro Hansa, e a carroceria do carro fazia maior uso de acabamento cromado. A distância do solo era de 6,9 polegadas.
O Isabella apresentava um eixo oscilante na parte traseira: era apoiado por molas helicoidais em todas as quatro rodas. O motor de quatro cilindros de 1493 cc tinha uma potência declarada de 60 bhp (45 kW) e era conectado por meio de uma embreagem hidráulica inovadora à caixa de câmbio totalmente sincronizada de quatro velocidades. As trocas de marchas eram efetuadas por meio de uma alavanca montada na coluna.

## Variantes
Um ano depois de apresentar o sedã, Borgward apresentou a versão perua do Isabella.
Também foi introduzido em 1955 um conversível de duas portas, conhecido como Isabella TS e apresentando um motor de 75 bhp (56 kW) mais potente. A produção do conversível foi contratada para a empresa Karl Deutsch em Colônia: a conversão de um design monocoque em um conversível exigia uma modificação considerável para alcançar a rigidez estrutural necessária, e o custo resultante foi refletido em um preço de venda muito mais alto para esta versão.
Os volumes iniciais de vendas não foram mantidos. Respondendo a um declínio de vendas de quase um terço em 1955 e 1956, Carl Borgward decidiu produzir um Isabella remodelado com uma linha de teto encurtada. O Borgward Isabella Coupé foi desenvolvido e os quatro protótipos construídos à mão foram bem recebidos pela imprensa. Borgward deu um desses protótipos a sua esposa, Elisabeth, que continuou a dirigir até os anos 80. Produção comercial do cupê, alimentada pela versão mais poderosa do motor TS do motor vista pela primeira vez no Cabriolet, começou em janeiro de 1957. O cupê parecia ter alcançado seu objetivo de marketing de distanciar ainda mais a imagem do Isabella de concorrentes de tamanho semelhante de Opel e Ford. Em 1958, o motor TS mais potente de 75 bhp (56 kW) também encontrou o caminho para as versões mais sofisticadas de sedãs e peruas do Isabella.
Os veículos foram exportados para vários mercados, incluindo a Austrália e a Nova Zelândia; Dez foram vendidos na Malásia.

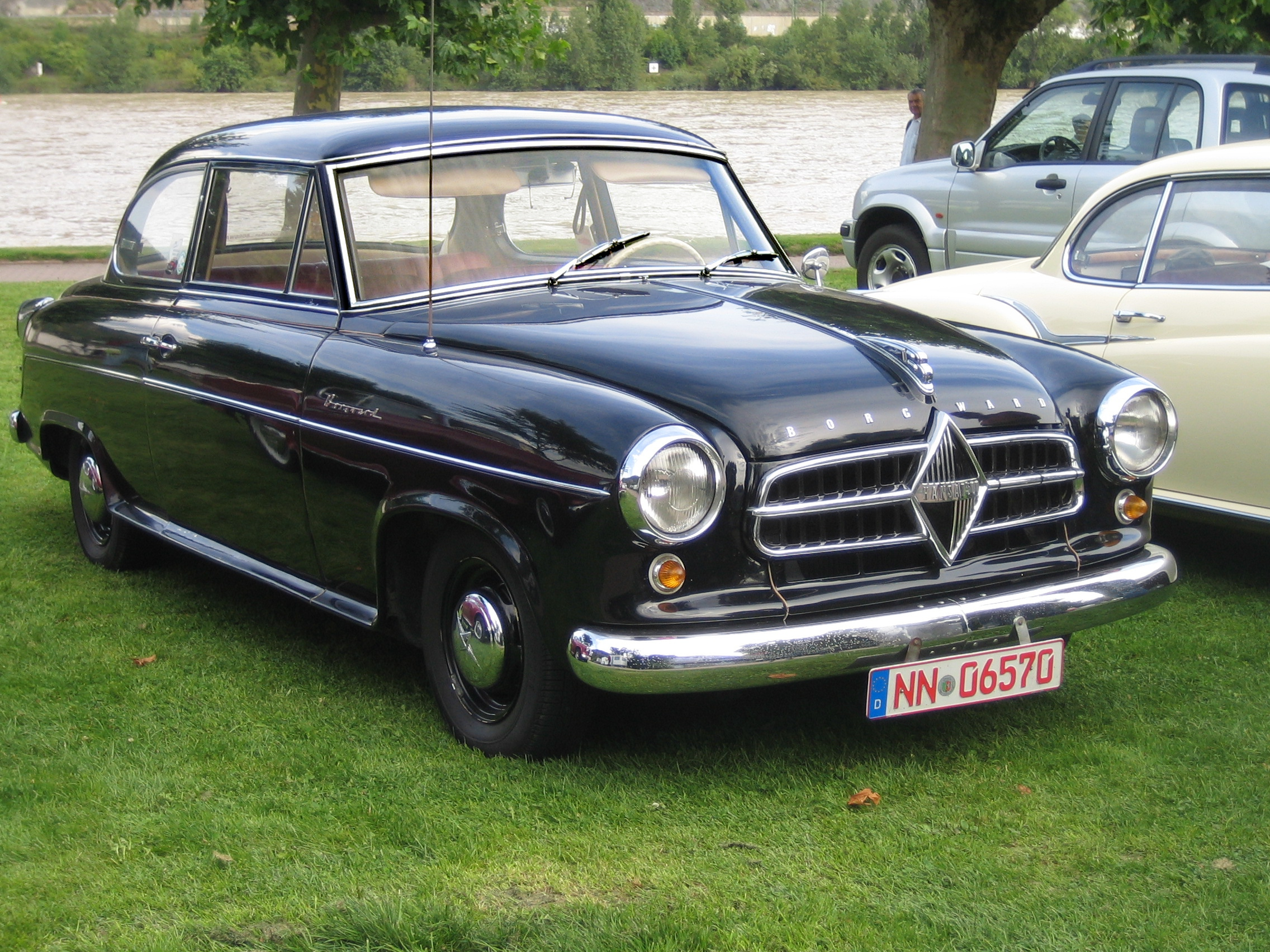
Borgward Hansa Isabella sedã
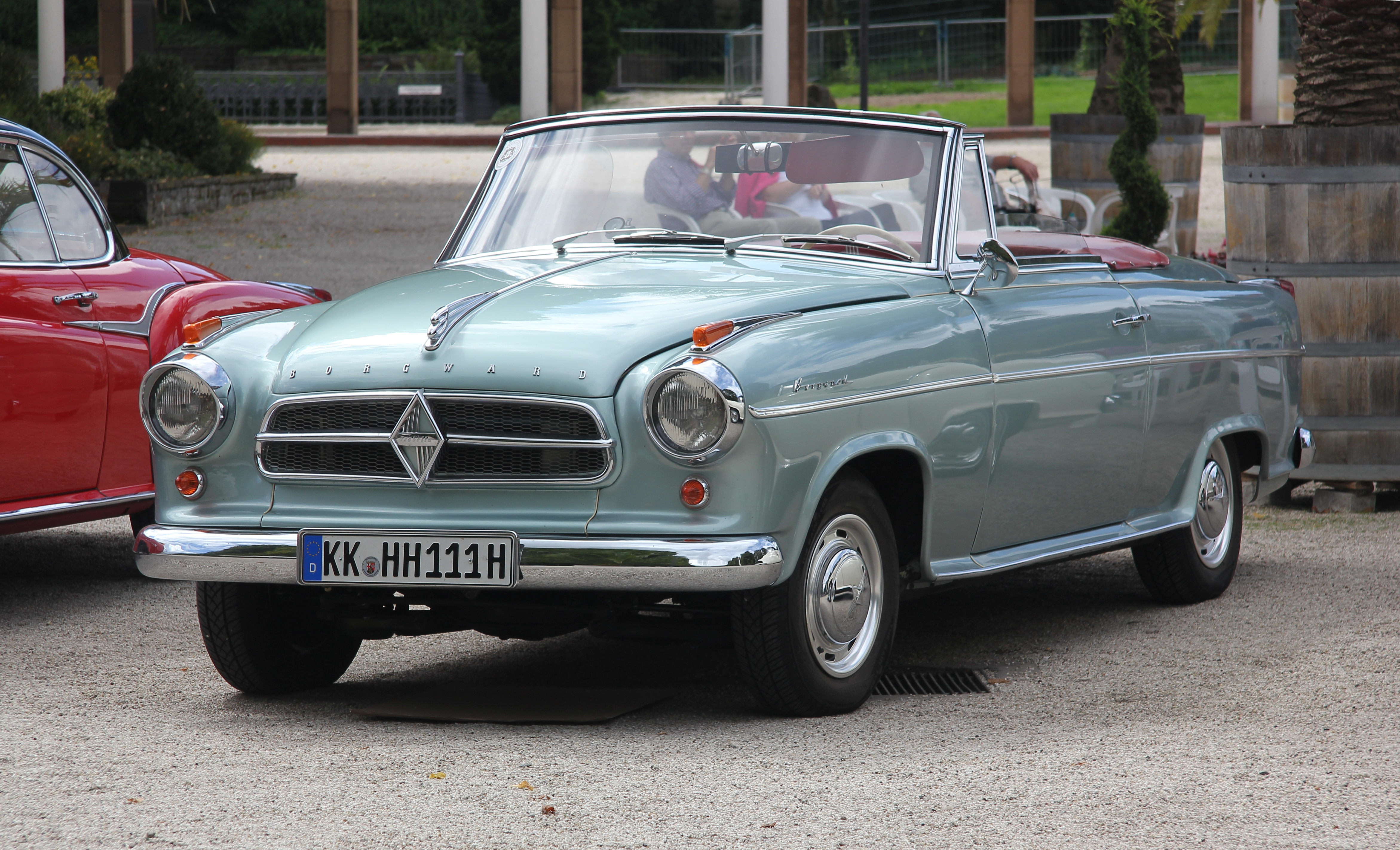
Borgward Isabella conversível
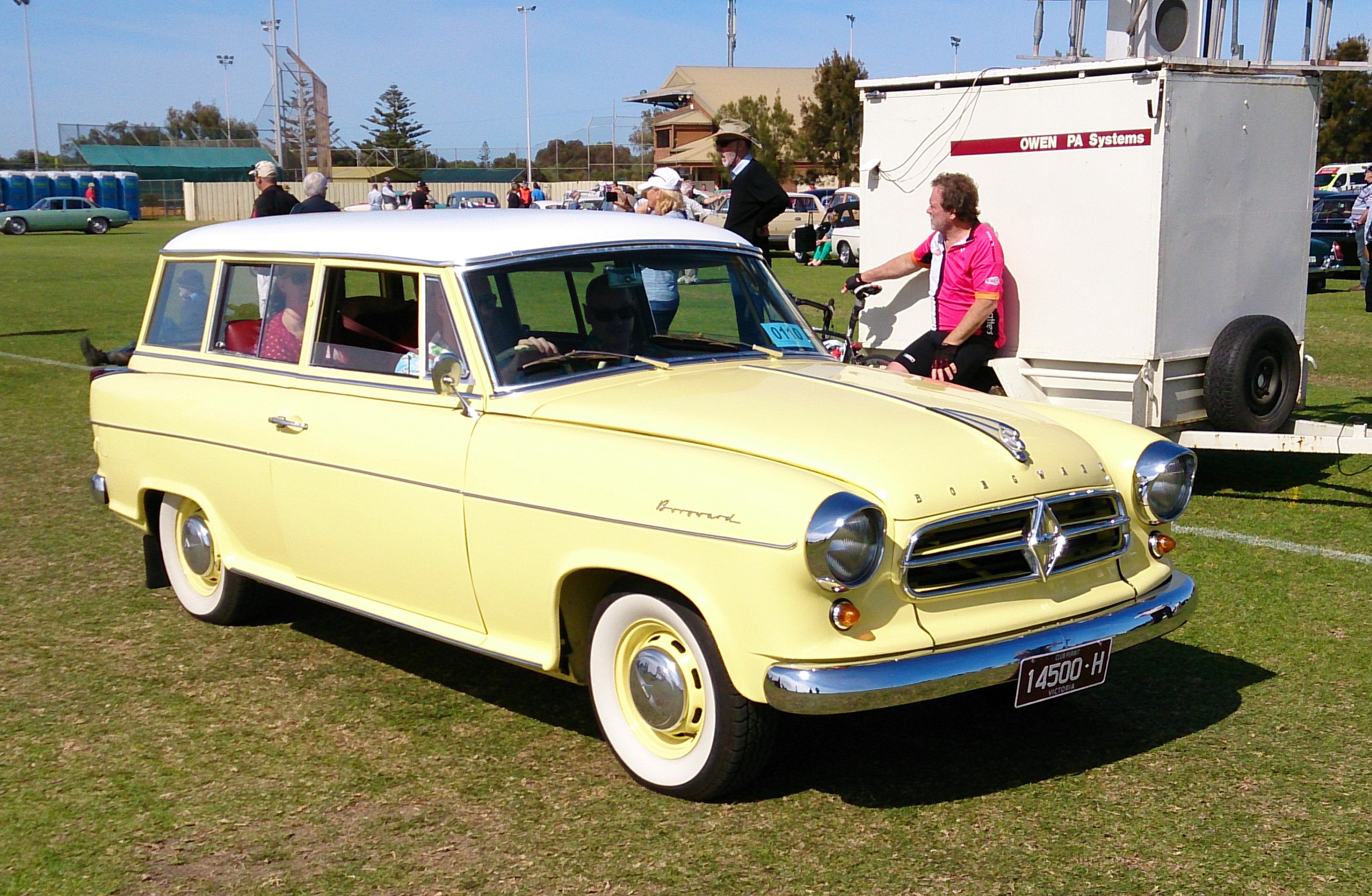
Borgward Isabella perua 1959
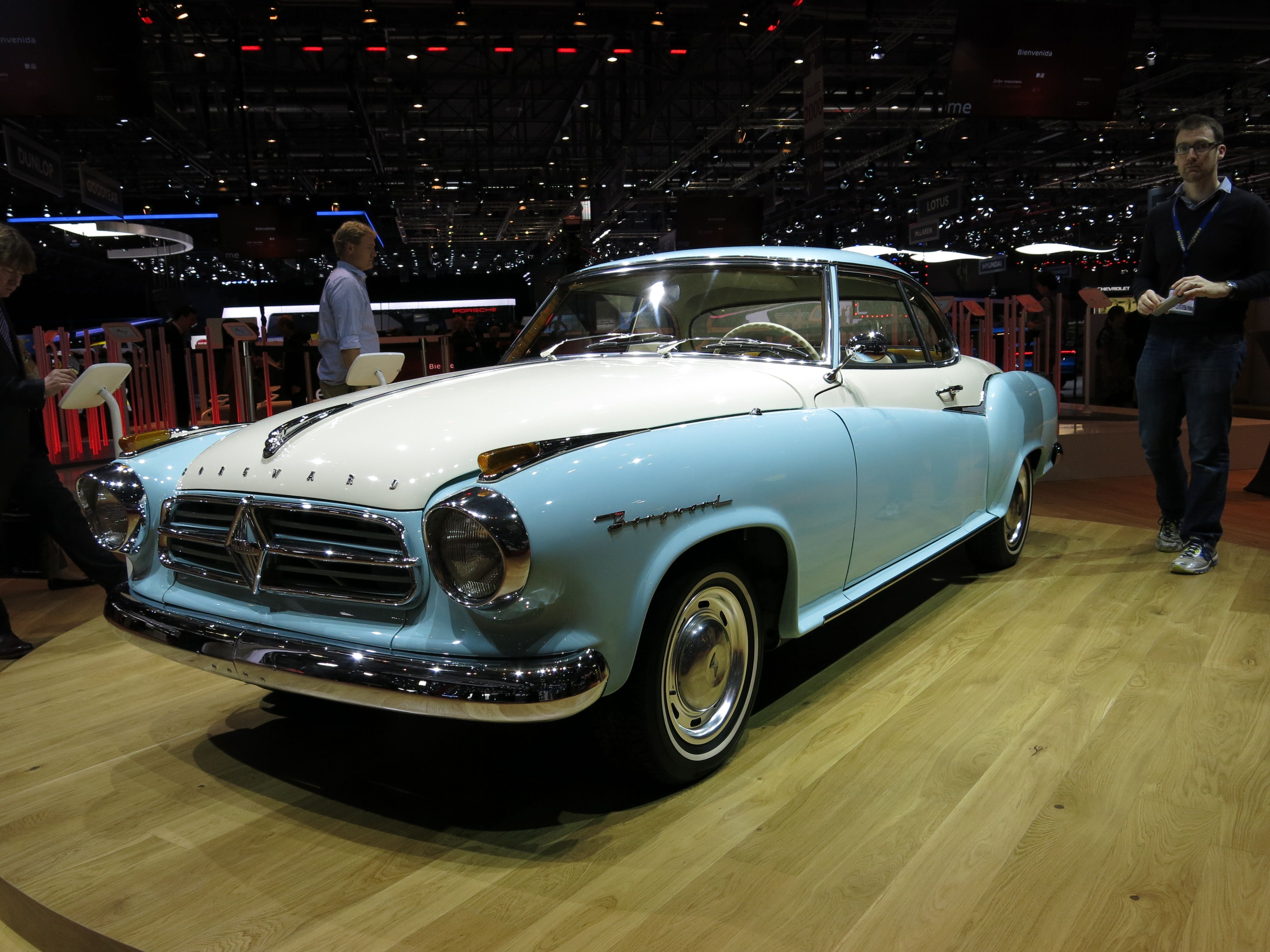
Borgward Isabella cupê (2+2)
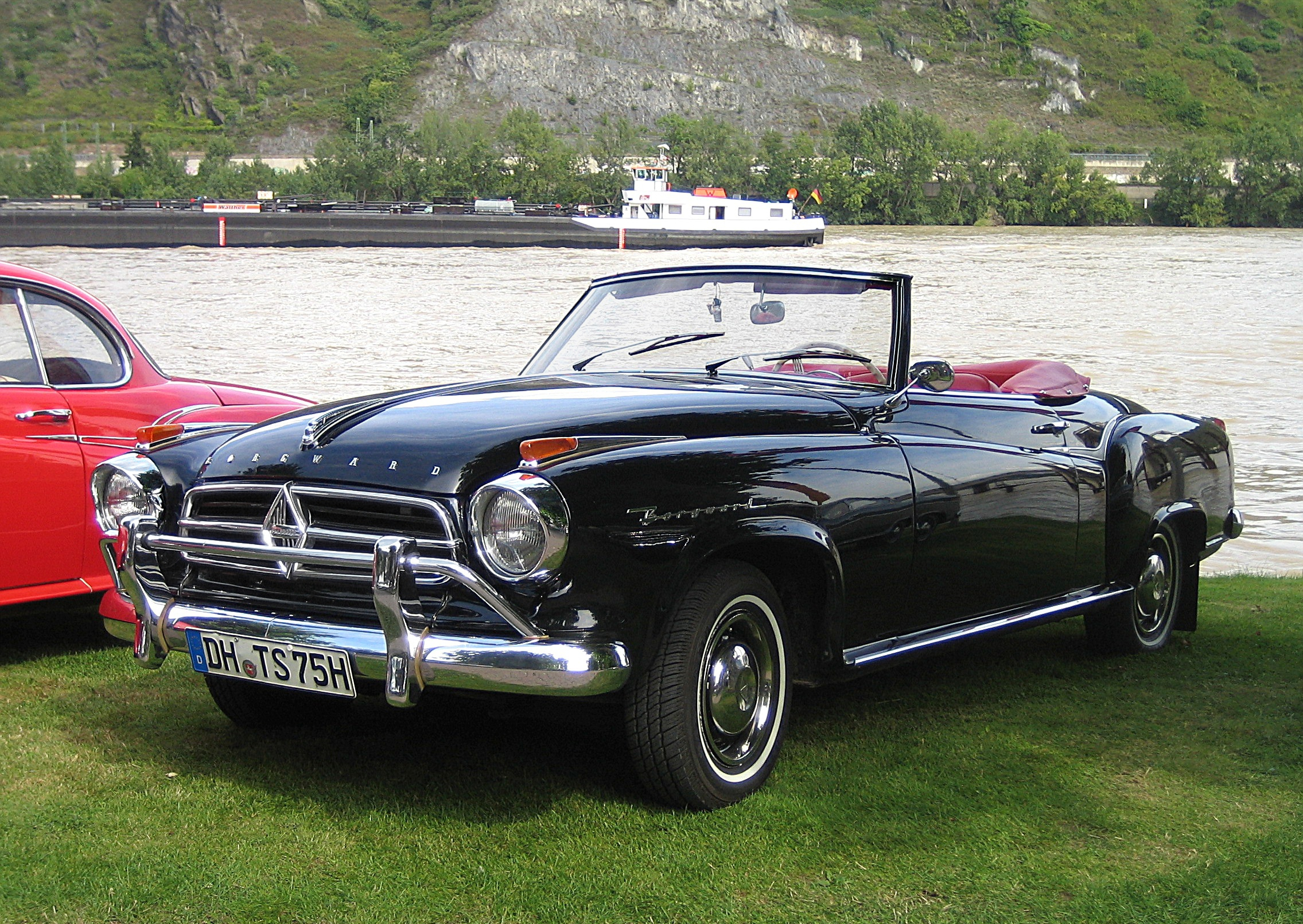
Borgward Isabella conversível (2+2)
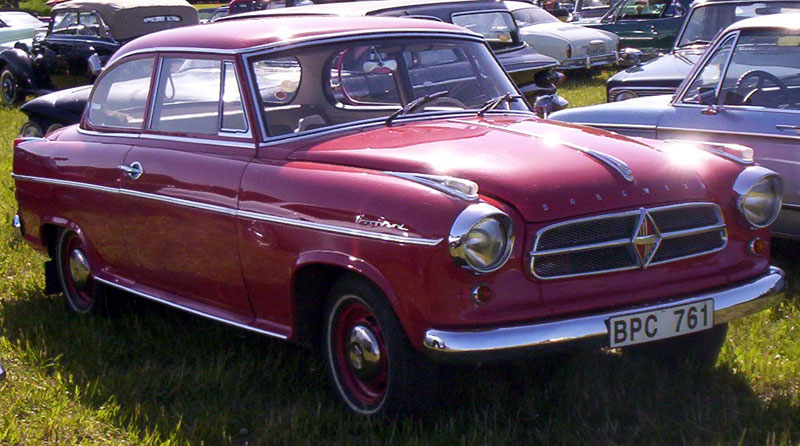
Borgward Isabella TS sedã 1961
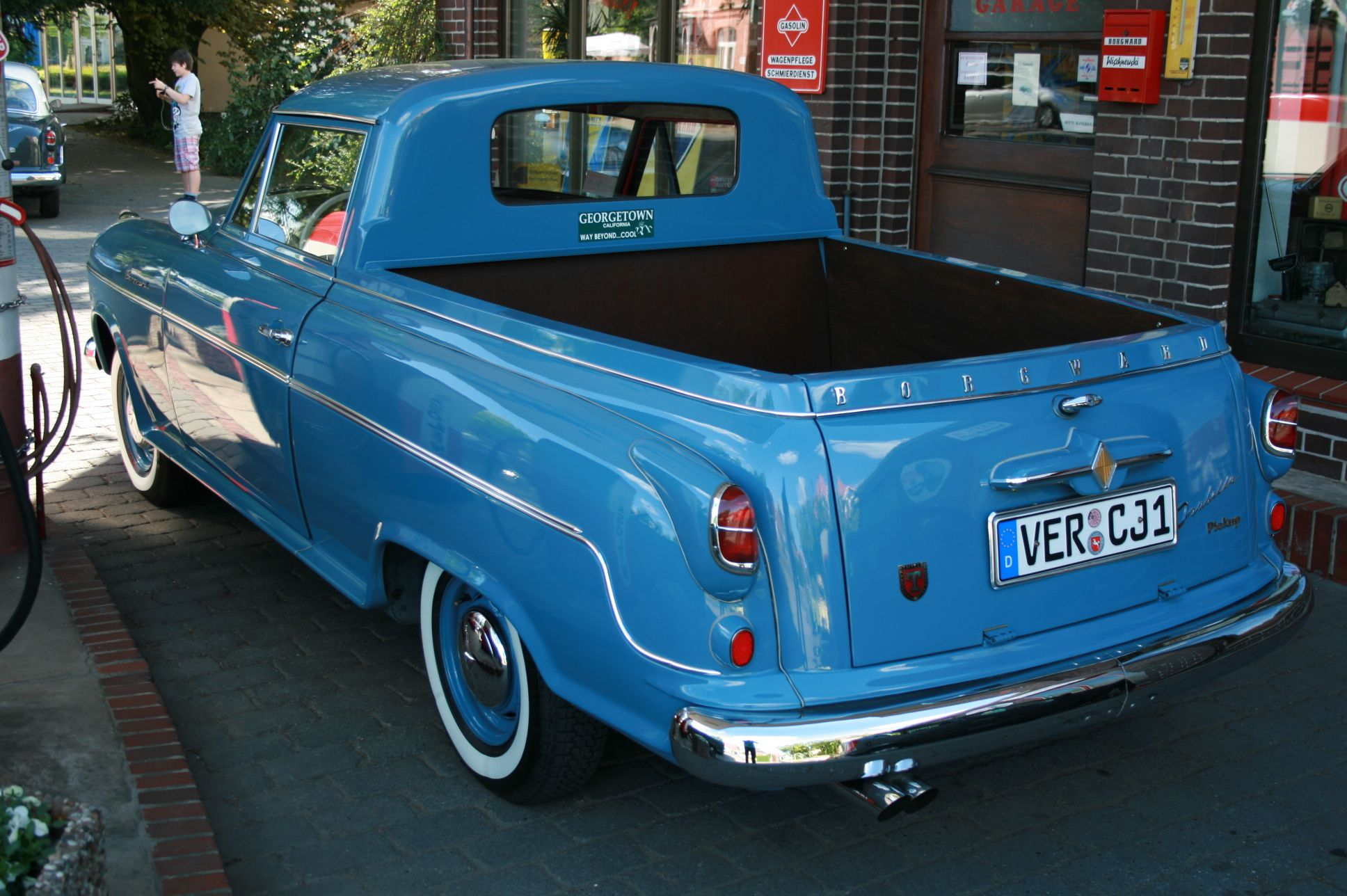
Borgward Isabella picape
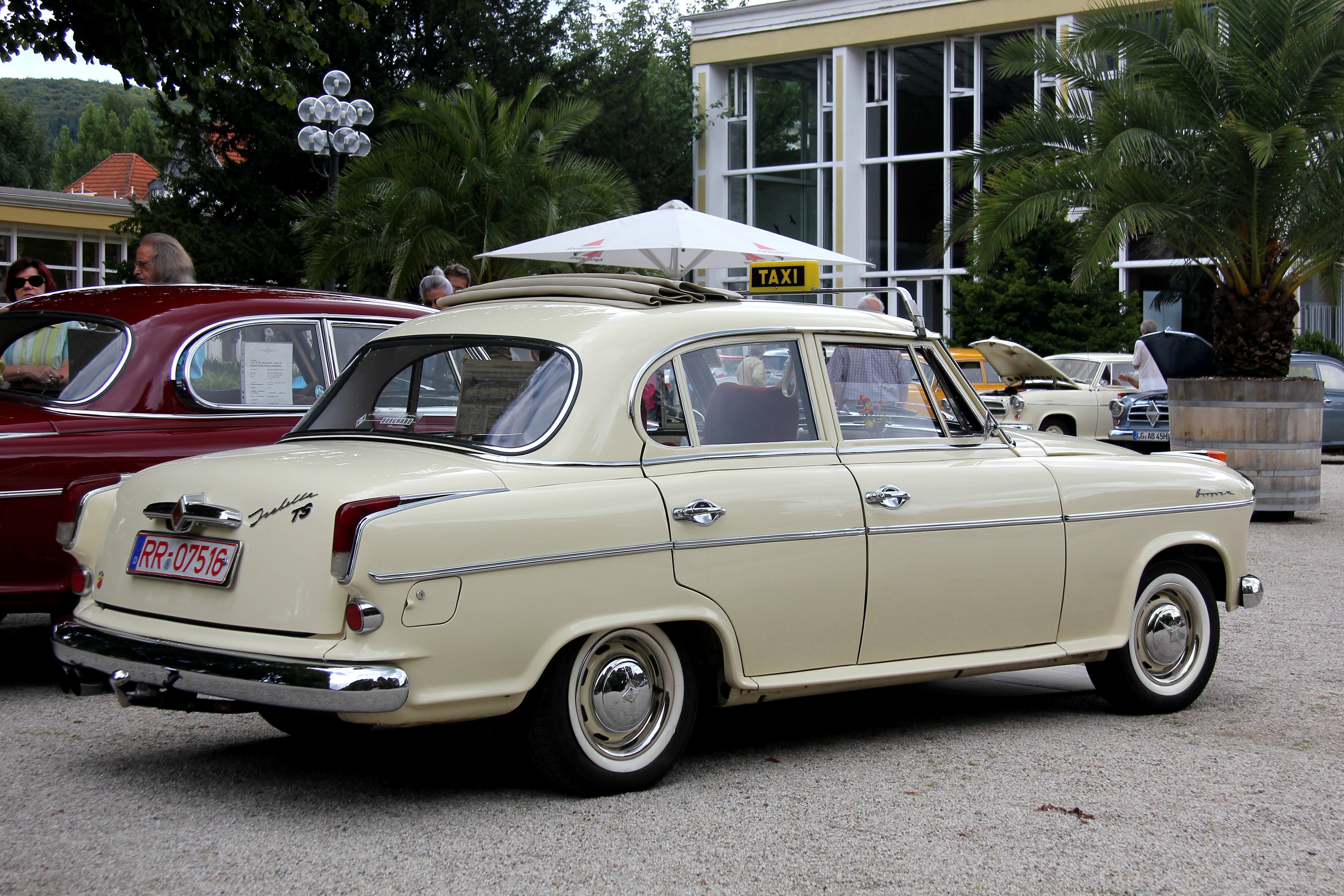
Um dos provavelmente dois Isabellas de 4 portas

## Em competição
O piloto inglês Bill Blydennstein correu em um Borgward Isabella na década de 1950 com algum sucesso.

## Fim da produção
A Borgward tinha muitos Isabellas não vendidos quando faliu em 1961. No entanto, a produção do modelo na fábrica de Bremen continuou até 1962, sugerindo que o excesso de estoque não havia sido restrito a veículos acabados. No final, 202.862 Isabellas saíram da linha de produção da Borgward; no geral, e apesar de ter sido atingido pela queda na demanda na crise econômica que atingiu brevemente a Alemanha no início dos anos 1960, acredita-se que o carro tenha sido o modelo mais lucrativo da empresa por uma margem muito considerável.
A Borgward teve uma breve vida após a morte: a linha de produção foi vendida e enviada para o México, onde mais tarde, durante os anos 1960, o P100 foi produzido. Na Argentina, o Isabella foi fabricado de 1960 a 1963 pela Dinborg, uma subsidiária local da Borgward. 999 Isabellas foram feitos em Buenos Aires.

## Conceito (2017)

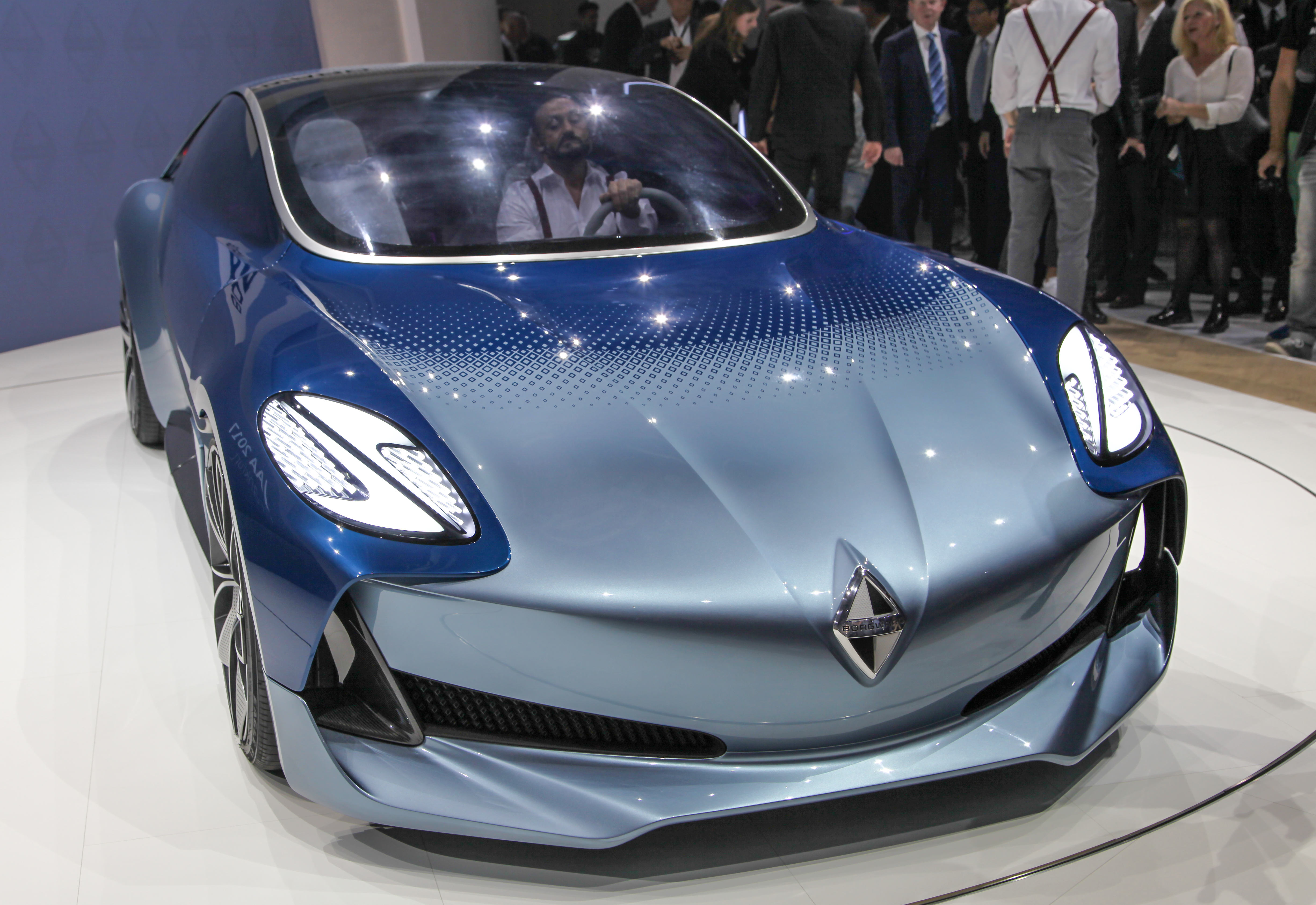

Um conceito Borgward Isabella foi apresentado pelo Borgward Group na IAA 2017 como um cupê elétrico de quatro portas e quatro assentos. Ele foi projetado sob a direção de Anders Warming.